# 빌라 사부아
빌라 사보아(Villa Savoye)는 프랑스 파리의 외곽인 푸아시에 있는 현대식 빌라이다. 스위스 건축가 르 코르뷔지에와 그의 사촌 피에르 장느레에 의해 1928년부터 1931년까지 강화 콘크리트를 사용하여 지어졌다.

## 배경
1920년대 말 무렵 르 코르뷔지에는 세계적으로 유명한 건축가였다. 그의 책, <건축을 향하여>는 각국의 언어로 번역되었고, 모스크바의 센트로소유즈와 함께 일해 러시아의 아방가르드에도 포함되었다. 국제 연맹 대회와 그의 갈등은 대중적으로 알려졌으며, CIAM의 초창기 회원이었던 그는 현대 건축의 거장으로 이름을 떨치고 있었다.
1920년대 초에 디자인된 그의 빌라는 건축의 “섬세함”이 무엇인지 보여주었다. 건축물의 각 요소는 디자인적, 현대적 의미로 정리되었다. 20년대 후반 그의 작품은 (알제에서의 현대적 디자인을 포함하여) 자유로운 형태를 띠기 시작했다.

## 건설
1929년 2월의 건축비용의 추정치는 50만 프랑에 달했다. 그 프로젝트는 1929년 2월에 제출되었으며 3월에 결정되었다. 빌라 사부아가 건설되는 동안 설계가 변경되었는데, 이 변경은 창고 높이에 대한 수정과 운전자 숙소의 제거와 복구가 포함되었고, 건축비용은 약 90만 프랑까지 올랐다. 최종 설계는 1929년 6월에야 고객에게 제시되었다. 설계도에는 두개의 숙소가 있었지만, 비용 상의 이유로 하나의 숙소로 축소되었다. 약 1년만에 모든 공사가 완료되었지만, 1931년까지는 거주할 수 없었다.

## 디자인
1930년대 르 코르뷔지에의 가장 잘 알려진 건물인 빌라 사부아는 국제 모더니즘에 막대한 영향을 미쳤다. 그는 빌라의 디자인에서 그의 상징인 "건축의 5요소"를 구현했다.
- 1. 지상의 필로티를 사용하여 건물을 지상에서 들어올리고 정원이 그 밑의 공간으로 확장될 수 있게 한다.
- 2. 정원과 테라스의 역할을 하는 지붕을 사용하여, 건물이 차지하고 있는 땅을 자연에게 일부 되돌려준다.
- 3. 하중 지지용 벽이 없는 자유로운 바닥 설계로 벽을 자유롭게 미적으로 필요한 곳에만 배치할 수 있게 한다.
- 4. 조명과 환기를 위한 긴 수평 창.
- 5. 자유롭게 디자인된 파사드는 단지 벽과 창문을 위한 외벽으로서만 사용되며, 건물의 무게를 견디지 않는다.

### 빌라 사부아 살롱
르 코르뷔지에는 일찍이 설계한 빌라와는 달리, 태양의 전망과 방향을 고려하여 빌라 사부아의 네 면을 모두 세심하게 설계하였다. 그는 1층에는 정문, 계단과 계단, 차고, 그리고 운전사와 하녀의 방을 놓았다. 2층에는 주인 침실, 아들의 침실, 손님용 침실, 부엌, 미용실, 외부 테라스가 있었다. 미용실은 남동쪽을 향했고 테라스는 동쪽을 향했다. 아들의 침실은 북서쪽을 향했고, 부엌과 서비스 테라스는 남서쪽을 향했다. 2층에는 일광욕실을 형성하는 연이은 조각된 공간들이 있었다.
건물은 황금비의 주요 비율을 사용하여 설계되었다. 16개의 조각으로 나누어진 사각형이 돌출된 파사드를 둘러싸기 위해 양쪽으로 확장되었고, 계단과 입구의 위치를 고정하기 위해 추가로 분할되었다.
르 코르뷔지에는 저서 《건축을 향하여》에서 "자동차는 단순한 기능(이동의 수단)과 복잡한 목적(편안함, 외모)을 가진 물체"라고 표현했다. 제2의 거주지로 설계되어 파리 외곽에 위치한 이 집은 자동차를 염두에 두고 설계되었다. 자동차가 주는 이동의식은 건물에 없어서는 안 될 움직임의 느낌으로 번역되었다. 그 집에 들어가는 길은 차로, 관리인의 숙소를 지나, 결국 건물 자체 아래를 통해서였다. 심지어 1층 출입구의 곡선 구조는 자동차의 회전을 고려해 설계되었다. 승객이 하차한 이후, 기사는 차고에 주차하기 위해 커브를 돌아간다. 한편, 도착자들은 측면 기둥이 있는 포티코를 통해 본관으로 들어간다.

### 2층으로 가는 외부 계단
입구 홀에 있는 네 개의 기둥이 방문객을 계단 위로 안내한다. 집 안 거의 모든 곳에서 볼 수 있는 이 계단은 1층 거실과 살롱까지 이어진 뒤 1층 지붕 테라스에서 2층 일광욕장까지 외부로 이어진다. 르 코르뷔지에는 경력 내내 주거에 신성함을 불어넣으려 시도하였으며, 세탁과 식사와 같은 행위는 의미있는 위치를 부여받았다. 빌라 사부아에서는 입구에 위치한 싱크대와 지붕의 일광욕실을 통해 정화 작용이 표현되었다.
르 코르뷔지에의 필로티는 집 안팎에서 여러 가지 기능을 수행한다. 필로티는 두 개의 상부에서 파사드의 면과 같은 높이에 있어, 건물 무게를 지탱한다. 그러나 필로티의 짧은 부분은 집의 수평적 요소를 강조하는 유동적인 효과를 준다. 1층 테라스의 넓은 창에는 소형 필로티 두 개가 있어 위의 벽을 견고히 지탱한다. 이는 아래 큰 기둥과 비슷한 높이에 있지만, 집 밖에서 보았을 때 실제보다 더 깊이 자리잡고 있다는 착시 효과가 있다.
빌라 사부아는 그의 초기 빌라에서 사용된 리본 창을 사용한다. 르 코르뷔지에는 시대의 유행과 달리 금속 창보다 목재 창문의 사용을 선호하였다. 이것은 그가 유리의 평면적 특성에 관심을 가졌기 때문이며, 목재 프레임에 있는 유리의 구조가 파사드를 일련의 평행면으로 볼 수 있게 하기 때문이라는 주장이 제기되었다.

## 후기 역사
모든 변경에 대한 계약자로부터의 추가 지불 요청에 의해 야기된 건물의 문제는 새 집을 조기에 수리할 필요성에 의해 가중되었다. 매년 가을, 유제니 사부아(건물주)는 지붕을 통해 빗물이 새어 나오는 것을 겪었다. 미관을 해치는 우수관과 문틀의 제거는 흰 표면을 빗물에 의한 얼룩과 부식에 더 취약하게 만들었다. 또한 건물은 구조적 내구성을 위한 재료로 지어지지 않았기 때문에 균열로 인해 손상 받고 있다. 1940년까지 유제니 사부아가 살고 있었지만, 2차 세계도중에 떠났다. 전쟁 중에 두 번 점거되었는데, 처음에는 독일인에 의해 건초 상가로 사용되었을 때, 그리고 미국인에 의해 두 번 점령당했다, 두 번의 점거로 건물은 심각한 손상을 입었다. 유제니 사보이는 전쟁이 끝난 후 자신의 건물로 돌아왔지만, 더 이상 전쟁 전과 달리 살 수 있는 위치에 있지 않았고, 곧 다시 집을 버렸다. 이 별장은 1958년 푸아시 마을에 수용되었는데, 처음에는 이 별장을 공공청소년 센터로 사용하였고, 후에 학교 단지를 짓기 위해 철거하는 것을 고려하였다. 그 집을 구해야 한다고 느꼈던 건축가들의 항의와 르 코르뷔지에의 개입으로 그 집은 철거되지 않았다. 1963년 르 코르뷔제의 반대에도 불구하고 건축가 장 드뷔손에 의해 최초의 복원 시도가 시작되었다. 이 별장은 1965년 프랑스 역사유적 등록부에 추가되어 프랑스 최초의 근대주의 건축물로 지정되었으며, 건축가가 살아 있는 동안 최초의 복원 대상이 되기도 했다. 1985년에는 건축가 장 루이 베레트가 이끄는 국가 재정 복구 작업을 통해 진행되었다. 그것은 1997년에 완성되었다. 복원에는 콘크리트의 열화 때문에 전면과 테라스에 대한 구조 및 표면 보수, 조명 및 보안 카메라 설치, 원래의 고정 장치와 부속품의 복원 등이 포함되었다.